# Cooper (Texas)
Cooper é uma cidade localizada no estado norte-americano do Texas, no Condado de Delta.

## Demografia
Segundo o censo norte-americano de 2000, a sua população era de 2150 habitantes.
Em 2006, foi estimada uma população de 2209, um aumento de 59 (2.7%).

## Geografia
De acordo com o United States Census Bureau tem uma área de
3,7 km², dos quais 3,7 km² cobertos por terra e 0,0 km² cobertos por água.

## Localidades na vizinhança
O diagrama seguinte representa as localidades num raio de 28 km ao redor de Cooper.